# Diagonalisierbare Matrix
Als diagonalisierbare Matrix bezeichnet man im mathematischen Teilgebiet der linearen Algebra eine quadratische Matrix, die ähnlich zu einer Diagonalmatrix ist. Sie lässt sich mittels eines Basiswechsels (also der Konjugation mit einer regulären Matrix) in eine Diagonalmatrix transformieren. Das Konzept lässt sich auf Endomorphismen übertragen.

## Definition
Eine quadratische {\displaystyle n}-dimensionale Matrix {\displaystyle A} heißt diagonalisierbar oder diagonalähnlich, wenn es eine Diagonalmatrix {\displaystyle D_{A}} gibt, zu der sie ähnlich ist. Das heißt für {\displaystyle A} existiert eine reguläre Matrix {\displaystyle S}, so dass gilt {\displaystyle D_{A}=S^{-1}AS}.
Ein Endomorphismus {\displaystyle f\colon V\to V} über einem endlichdimensionalen Vektorraum {\displaystyle V} heißt diagonalisierbar, falls eine Basis {\displaystyle B} von {\displaystyle V} existiert, bezüglich der die Abbildungsmatrix {\displaystyle M_{B}(f)} eine Diagonalmatrix ist.
Unitär diagonalisierbare Matrix
Eine Matrix {\displaystyle A\in \mathbb {C} ^{n\times n}} ist genau dann unitär diagonalisierbar, falls eine unitäre Transformationsmatrix {\displaystyle S\in \mathbb {C} ^{n\times n}} existiert, sodass {\displaystyle S^{H}AS=S^{-1}AS} eine Diagonalmatrix ist, wobei {\displaystyle S^{H}} die zu {\displaystyle S} adjungierte Matrix ist.
Für eine reellwertige Matrix {\displaystyle A} folgt die unitäre Diagonalisierbarkeit, falls eine orthogonale Transformationsmatrix {\displaystyle S\in \mathbb {R} ^{n\times n}} existiert, sodass {\displaystyle S^{T}AS=S^{-1}AS} eine Diagonalmatrix ist, wobei {\displaystyle S^{T}} die zu {\displaystyle S} transponierte Matrix ist.
In einem endlichdimensionalen Prähilbertraum {\displaystyle V} ist ein Endomorphismus {\displaystyle f\colon V\to V} genau dann unitär diagonalisierbar, wenn eine Orthonormalbasis {\displaystyle B} von {\displaystyle V} existiert, sodass die Abbildungsmatrix {\displaystyle M_{B}(f)} eine Diagonalmatrix ist. Die Basis {\displaystyle B} besteht dann aus Eigenvektoren von {\displaystyle f}.

## Weitere Charakterisierungen der Diagonalisierbarkeit
Sei {\displaystyle A} eine {\displaystyle n}-dimensionale Matrix mit Einträgen aus einem Körper {\displaystyle K}. Jede der folgenden sechs Bedingungen wird genau dann erfüllt, wenn {\displaystyle A} diagonalisierbar ist.
1. Das Minimalpolynom {\displaystyle \mu _{A}(\lambda )} zerfällt vollständig in {\displaystyle k\leq n} paarweise verschiedene Linearfaktoren: {\displaystyle \mu _{A}(\lambda )=\pm (\lambda -\lambda _{1})\cdot \dots \cdot (\lambda -\lambda _{k})} mit {\displaystyle \lambda _{i}\in K}
2. Das charakteristische Polynom {\displaystyle \chi _{A}(\lambda )} zerfällt vollständig in Linearfaktoren und die geometrische Vielfachheit entspricht der algebraischen Vielfachheit für jeden Eigenwert {\displaystyle \lambda _{i}\in K}.
3. Es gibt eine Basis für {\displaystyle K^{n}}, die aus Eigenvektoren für {\displaystyle A} besteht.
4. Die Summe der Dimensionen der jeweiligen Eigenräume ist gleich {\displaystyle n}: {\displaystyle \sum _{\lambda \in \sigma (A)}\dim(E_{\lambda }(A))=n}, wobei {\displaystyle \sigma (A)} das Spektrum bezeichnet.
5. {\displaystyle K^{n}} ist die direkte Summe der jeweiligen Eigenräume: {\displaystyle K^{n}=\bigoplus _{\lambda \in \sigma (A)}E_{\lambda }(A)}.
6. Alle Jordanblöcke der Jordanschen Normalform {\displaystyle J_{A}} haben die Dimension 1.

## Eigenschaften einer diagonalisierbaren Matrix
- Die Diagonaleinträge von {\displaystyle D_{A}} zu einer diagonalisierbaren Matrix {\displaystyle A} sind gerade die Eigenwerte von {\displaystyle A}.
- Da {\displaystyle S} invertierbar ist, folgt, dass {\displaystyle (Se_{1},\ldots ,Se_{n})} linear unabhängig ist.
- Es ergibt sich die notwendige Bedingung, dass eine {\displaystyle n}-dimensionale diagonalisierbare Matrix {\displaystyle n} linear unabhängige Eigenvektoren haben muss. Der Raum, auf dem sie operiert, besitzt also eine Basis aus Eigenvektoren der Matrix. Diese Bedingung ist aber auch hinreichend, denn aus {\displaystyle n} gefundenen linear unabhängigen Eigenvektoren von {\displaystyle A} mit den dazugehörigen Eigenwerten lassen sich geeignete {\displaystyle D_{A}} und {\displaystyle S} ganz direkt konstruieren.

Das Problem reduziert sich damit auf das Auffinden von {\displaystyle n} linear unabhängigen Eigenvektoren von {\displaystyle A}.
- Eine notwendige, aber nicht hinreichende Bedingung für Diagonalisierbarkeit ist, dass das charakteristische Polynom {\displaystyle \chi _{A}} vollständig in Linearfaktoren zerfällt: So ist {\displaystyle A={\begin{pmatrix}0&1\\0&0\end{pmatrix}}} nicht diagonalisierbar, obwohl {\displaystyle \chi _{A}(X)=X^{2}}. Eine hinreichende, aber nicht notwendige Bedingung für Diagonalisierbarkeit ist, dass {\displaystyle \chi _{A}} vollständig in paarweise verschiedene Linearfaktoren zerfällt: So ist {\displaystyle A={\begin{pmatrix}1&0\\0&1\end{pmatrix}}} diagonalisierbar, obwohl {\displaystyle \chi _{A}(X)=(X-1)^{2}}.
- Für eine diagonalisierbare Matrix ist die geometrische Vielfachheit ihrer Eigenwerte gleich der jeweiligen algebraischen Vielfachheit. Das bedeutet, die Dimension der einzelnen Eigenräume stimmt jeweils mit der algebraischen Vielfachheit der entsprechenden Eigenwerte im charakteristischen Polynom der Matrix überein.
- Die Matrixpotenz einer diagonalisierbaren Matrix {\displaystyle A} lässt sich berechnen durch

{\displaystyle A^{n}=S\cdot D_{A}^{n}\cdot S^{-1}}
Die Potenz einer Diagonalmatrix erhält man durch Potenzieren der Diagonalelemente.

## Diagonalisierung
Ist eine Matrix {\displaystyle A} diagonalisierbar, existiert eine Diagonalmatrix {\displaystyle D_{A}}, für die die Ähnlichkeitsbedingung erfüllt ist:
{\displaystyle D_{A}=S^{-1}AS}
Zur Diagonalisierung dieser Matrix berechnet man die Diagonalmatrix {\displaystyle D_{A}} und eine zugehörige Basis aus Eigenvektoren. Dies geschieht in drei Schritten:
1. Es werden die Eigenwerte {\displaystyle \lambda _{i}} der Matrix {\displaystyle A} bestimmt. (Einzelne Eigenwerte können dabei mehrfach vorkommen.)
2. Es werden die Eigenräume {\displaystyle E\left(\lambda _{i}\right)} zu allen Eigenwerten {\displaystyle \lambda _{i}} berechnet, also Gleichungssysteme der folgenden Form gelöst
{\displaystyle (A-\lambda _{i}I)\cdot {\begin{pmatrix}e_{1}\\\vdots \\e_{n}\end{pmatrix}}=0}.
3. Weil die geometrische Vielfachheit gleich der algebraischen Vielfachheit jedes Eigenwerts ist, kann man zu jeder maximalen Menge {\displaystyle \lambda _{i_{1}}=\ldots =\lambda _{i_{k}}} übereinstimmender Eigenwerte eine Basis {\displaystyle \left\{b_{i_{1}},\ldots ,b_{i_{k}}\right\}} von {\displaystyle E\left(\lambda _{i_{1}}\right)=\ldots =E(\lambda _{i_{k}})} finden.
4. Nun ist die Diagonalform {\displaystyle D_{A}} der Matrix {\displaystyle A} bezüglich der Basis {\displaystyle B=\left\{b_{1},\ldots ,b_{n}\right\}}:
{\displaystyle D_{A}=\operatorname {diag} (\lambda _{1},\lambda _{2},\dots ,\lambda _{n})}
{\displaystyle S=\left(b_{1},\ldots ,b_{n}\right)}

### Simultane Diagonalisierung
Gelegentlich will man auch zwei Matrizen {\displaystyle A,B} mit derselben Transformation {\displaystyle S} diagonalisieren. Falls das gelingt, gilt
{\displaystyle S^{-1}AS=D_{1}} und {\displaystyle S^{-1}BS=D_{2}} und da {\displaystyle D_{1}} und {\displaystyle D_{2}} Diagonalmatrizen sind,
{\displaystyle D_{1}\cdot D_{2}=D_{2}\cdot D_{1}\Rightarrow B\cdot A=SD_{2}S^{-1}\cdot SD_{1}S^{-1}=SD_{1}D_{2}S^{-1}=A\cdot B}.
Also müssen die Endomorphismen miteinander kommutieren. In der Tat gilt auch die Umkehrung: Kommutieren zwei diagonalisierbare Endomorphismen, so können sie simultan diagonalisiert werden. In der Quantenmechanik gibt es für zwei solche Operatoren dann eine Basis aus gemeinsamen Eigenzuständen.

### Beispiel
Sei {\displaystyle A={\begin{pmatrix}1&0&1\\0&2&0\\1&0&1\end{pmatrix}}\in \mathbb {R} ^{3\times 3}} die zu diagonalisierende Matrix. {\displaystyle A} ist (unitär) diagonalisierbar, da {\displaystyle A} symmetrisch ist, d. h. es gilt {\displaystyle A=A^{T}}.
Die Eigenwerte {\displaystyle \lambda _{i}} von {\displaystyle A} lassen sich durch die Nullstellen des charakteristischen Polynoms {\displaystyle \chi _{A}} bestimmen:
{\displaystyle \chi _{A}(\lambda )=\det(\lambda E_{3}-A)=\det {\begin{pmatrix}\lambda -1&0&-1\\0&\lambda -2&0\\-1&0&\lambda -1\end{pmatrix}}=\lambda (\lambda -2)^{2}}
Also {\displaystyle \lambda _{1}=0,\lambda _{2}=2}. Der Eigenwert 2 hat algebraische Vielfachheit {\displaystyle a_{\lambda _{2}}=2}, da er doppelte Nullstelle des charakteristischen Polynoms ist.
Zum Bestimmen der Eigenräume setze man die Eigenwerte in {\displaystyle E(\lambda )=\mathrm {Kern} (\lambda E_{3}-A)} ein.
Um alle {\displaystyle v\in \mathbb {R} ^{3}} mit {\displaystyle (\lambda E_{3}-A)v=0} zu erhalten, fasst man die erweiterte Koeffizientenmatrix {\displaystyle {\begin{pmatrix}\lambda E_{3}-A\mid 0\end{pmatrix}}} als lineares Gleichungssystem mit unendlichen Lösungen auf.
Für {\displaystyle \lambda =0} erhält man {\displaystyle {\begin{pmatrix}-A\mid 0\end{pmatrix}}={\begin{pmatrix}{\begin{array}{ccc|c}-1&0&-1&0\\0&-2&0&0\\-1&0&-1&0\end{array}}\end{pmatrix}}}, mit dem gaußschen Eliminationsverfahren erhalten wir {\displaystyle {\begin{pmatrix}{\begin{array}{ccc|c}1&0&1&0\\0&1&0&0\\0&0&0&0\end{array}}\end{pmatrix}}} und somit als Lösungsmenge den Eigenraum:
{\displaystyle E(\lambda _{1})=\left\{{\begin{pmatrix}\alpha \\0\\-\alpha \end{pmatrix}}:\alpha \in \mathbb {R} \right\}=\operatorname {Lin} {\begin{pmatrix}1\\0\\-1\end{pmatrix}}},
wobei {\displaystyle \operatorname {Lin} } die lineare Hülle bezeichnet.
Für {\displaystyle \lambda =2} erhält man {\displaystyle {\begin{pmatrix}2\cdot E_{3}-A\mid 0\end{pmatrix}}={\begin{pmatrix}{\begin{array}{ccc|c}1&0&-1&0\\0&0&0&0\\-1&0&1&0\end{array}}\end{pmatrix}}}, daraus
{\displaystyle {\begin{pmatrix}{\begin{array}{ccc|c}1&0&-1&0\\0&0&0&0\\0&0&0&0\end{array}}\end{pmatrix}}} und somit als Lösungsmenge den Eigenraum:
{\displaystyle E(\lambda _{2})=\left\{{\begin{pmatrix}\alpha \\\beta \\\alpha \end{pmatrix}}:\alpha ,\beta \in \mathbb {R} \right\}=\operatorname {Lin} \left\{{\begin{pmatrix}1\\0\\1\end{pmatrix}},{\begin{pmatrix}0\\1\\0\end{pmatrix}}\right\}}.
Die Eigenvektoren {\displaystyle v_{1}={\begin{pmatrix}1\\0\\-1\end{pmatrix}},v_{2}={\begin{pmatrix}1\\0\\1\end{pmatrix}},v_{3}={\begin{pmatrix}0\\1\\0\end{pmatrix}}} erhält man aus den Basen der Eigenräume, sie bilden eine Basis von {\displaystyle \mathbb {R} ^{3}}.
Wenn man {\displaystyle v_{1},v_{2},v_{3}} normiert, erhält man mit {\displaystyle b_{1}={\frac {1}{\sqrt {2}}}{\begin{pmatrix}1\\0\\-1\end{pmatrix}},b_{2}={\frac {1}{\sqrt {2}}}{\begin{pmatrix}1\\0\\1\end{pmatrix}},b_{3}={\begin{pmatrix}0\\1\\0\end{pmatrix}}} und {\displaystyle {\mathcal {B}}=\left\{b_{1},b_{2},b_{3}\right\}} eine Orthonormalbasis, da {\displaystyle A} symmetrisch und die Eigenvektoren der halbeinfachen Eigenwerte orthogonal zueinander sind (in dem Fall {\displaystyle v_{2}\perp v_{3}}).
Es gilt also {\displaystyle S=\left(b_{1},b_{2},b_{3}\right)={\frac {1}{\sqrt {2}}}{\begin{pmatrix}1&1&0\\0&0&{\sqrt {2}}\\-1&1&0\end{pmatrix}}}. Daraus erhält man unter der Nutzung der Eigenschaften von Orthonormalbasen die Inverse {\displaystyle S^{-1}=S^{T}={\frac {1}{\sqrt {2}}}{\begin{pmatrix}1&0&-1\\1&0&1\\0&{\sqrt {2}}&0\end{pmatrix}}}.
{\displaystyle D_{A}} bestimmt sich durch {\displaystyle D_{A}=\operatorname {diag} (\lambda _{1},\lambda _{2},\lambda _{3})=\operatorname {diag} (0,2,2)={\begin{pmatrix}0&0&0\\0&2&0\\0&0&2\end{pmatrix}}}.
Somit erhält man für {\displaystyle D_{A}=S^{-1}AS}
{\displaystyle {\begin{pmatrix}0&0&0\\0&2&0\\0&0&2\end{pmatrix}}={\frac {1}{2}}{\begin{pmatrix}1&0&-1\\1&0&1\\0&{\sqrt {2}}&0\end{pmatrix}}{\begin{pmatrix}1&0&1\\0&2&0\\1&0&1\end{pmatrix}}{\begin{pmatrix}1&1&0\\0&0&{\sqrt {2}}\\-1&1&0\end{pmatrix}}}
und damit die Diagonalisierung
{\displaystyle A=SD_{A}S^{-1}={\frac {1}{2}}{\begin{pmatrix}1&1&0\\0&0&{\sqrt {2}}\\-1&1&0\end{pmatrix}}{\begin{pmatrix}0&0&0\\0&2&0\\0&0&2\end{pmatrix}}{\begin{pmatrix}1&0&-1\\1&0&1\\0&{\sqrt {2}}&0\end{pmatrix}}}.